# 西藏展览中心

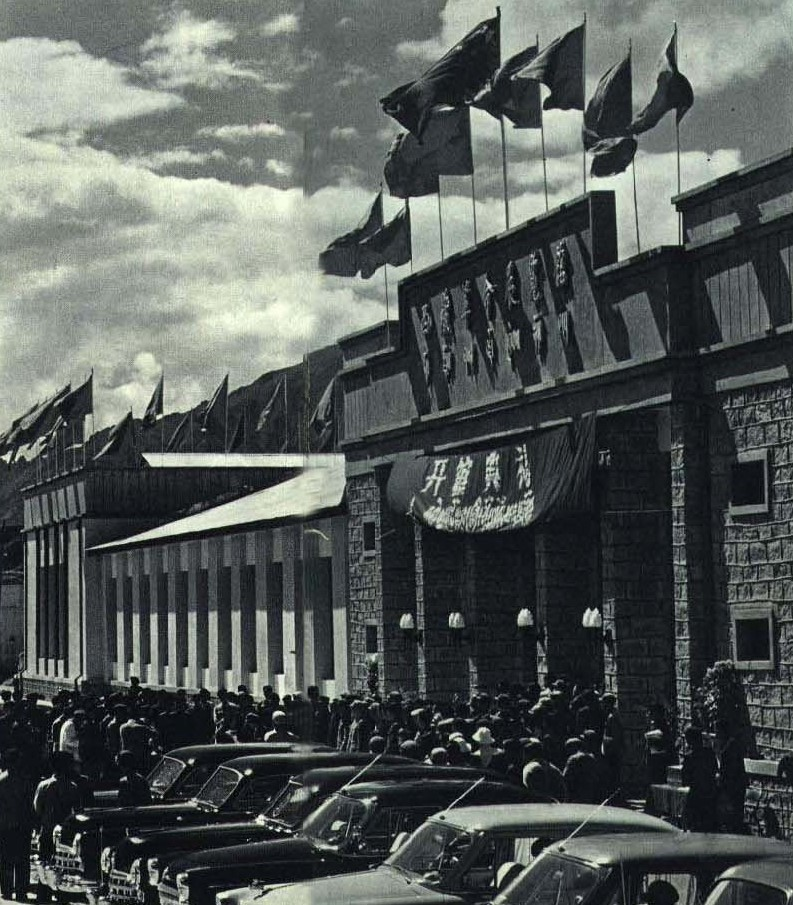
1965年西藏革命展览馆

西藏展览中心是中国西藏自治区拉萨市的一家展览中心，位于拉萨市罗布林卡路17号。该展览中心隶属于西藏自治区文化厅。

## 简介
西藏展览中心的前身是“西藏革命展览馆”。1965年，陈毅副总理提议兴建西藏革命展览馆，并选址建在布达拉宫前东侧，全国人大常委会委员长朱德题写馆名“西藏革命展览馆”。
1965年，西藏革命展览馆正式成立。1965年8月25日，该馆举办开馆典礼，并且首次举办反映西藏十五年来革命和建设成就的大型展览。
1974年，西藏革命展览馆人员、中央美术学院赴藏雕塑组、沈阳鲁迅美术学院赴藏教师联合创作大型泥塑《农奴愤》。1975年，《农奴愤》在西藏革命展览馆展出。
后来，该馆更名为“西藏展览馆”。1982年，毕业于四川美术学院的裴庄欣、李新建就职于西藏展览馆，张小红就职于西藏群众艺术馆，蔡显敏就职于西藏自治区文管会。裴庄欣主持开办了三个月的“拉萨首届业余美术训练班”。
1985年，美国画家劳生柏的“劳生柏作品国际巡回展”在西藏展览馆举办。1989年，“西藏文学艺术十年成就展”在西藏展览馆举办。
1994年，由于布达拉宫广场总体改建，位于布达拉宫前的该馆建筑被拆除。该馆迁至罗布林卡路。
1996年8月，该馆更名为“西藏展览中心”。